# Sugar Grove, Pennsylvania
Sugar Grove är en kommun (borough) i Warren County i Pennsylvania. Vid 2020 års folkräkning hade Sugar Grove 629 invånare.

## Kända personer från Sugar Grove
- Lawrence Albert Johnston, präst